# Primer Ministre de Dinamarca
El Primer Ministre de Dinamarca (statsministre en danès) és el cap de govern d'aquest país. Aquest càrrec es va crear l'any 1848 amb la proclamació de la monarquia constitucional parlamentària de Dinamarca. L'actual primer ministre de Dinamarca és Mette Frederiksen i cap del Socialdemokratiet, el partit socialdemòcrata danès.

## Llista de primers ministres danesos

### Primers Ministres de 1848 a 1856
| No. | Nom                                       | Inici                  | Fi                     | Partit |
| --- | ----------------------------------------- | ---------------------- | ---------------------- | ------ |
| 1.  | Adam Wilhelm Moltke                       | 22 de març 1848        | 27 de gener de 1852    | Cap    |
| 2.  | Christian Albrecht Bluhme (Primer mandat) | 27 de gener de 1852    | 21 d'abril 1853        | Cap    |
| 3.  | Anders Sandøe Ørsted                      | 21 d'abril 1853        | 12 de desembre de 1854 | Cap    |
| 4.  | Peter Georg Bang                          | 12 de desembre de 1854 | 18 d'octubre de 1856   | Cap    |

### Presidents del Consell de 1856 a 1918
| No.       | Nom                                      | Inici                  | Fi                     | Partit |
| --------- | ---------------------------------------- | ---------------------- | ---------------------- | ------ |
| 5. (1.)   | Carl Christoffer Georg Andræ             | 18 d'octubre de 1856   | 13 de maig de 1857     | Cap    |
| 6. (2.)   | Carl Christian Hall (Primer mandat)      | 13 de maig de 1857     | 2 de desembre de 1859  | Cap    |
| 7. (3.)   | Carl Edvard Rotwitt                      | 2 de desembre de 1859  | 8 de febrer de 1860    | Cap    |
| 8. (4.)   | Carl Christian Hall (Segon mandat)       | 8 de febrer de 1860    | 31 de desembre de 1863 | Cap    |
| 9. (5.)   | Ditlev Gothard Monrad                    | 31 de desembre de 1863 | 11 de juliol de 1864   | Cap    |
| 10. (6.)  | Christian Albrecht Bluhme (Segon mandat) | 11 de juliol de 1864   | 6 de novembre de 1865  | Cap    |
| 11. (7.)  | Christian Emil Krag-Juel-Vind-Frijs      | 6 de novembre de 1865  | 28 de maig de 1870     | Cap    |
| 12. (8.)  | Ludvig Holstein-Holsteinborg             | 28 de maig de 1870     | 14 de juliol de 1874   | Cap    |
| 13. (9.)  | Christen Andreas Fonnesbech              | 14 de juliol de 1874   | 11 de juny de 1875     | Cap    |
| 14. (10.) | Jacob Brønnum Scavenius Estrup           | 11 de juny de 1875     | 7 d'agost de 1894      | KPP    |
| 15. (11.) | Tage Reedtz-Thott                        | 7 d'agost de 1894      | 23 de maig de 1897     | KPP    |
| 16. (12.) | Hugo Egmont Hørring                      | 23 de maig de 1897     | 27 d'abril de 1900     | KPP    |
| 17. (13.) | Hannibal Sehested                        | 27 d'abril de 1900     | 24 de juliol de 1901   | KPP    |
| 18. (14.) | Johan Henrik Deuntzer                    | 24 de juliol de 1901   | 14 de gener de 1905    | VDLP   |
| 19. (15.) | Jens Christian Christensen               | 14 de gener de 1905    | 12 d'octubre de 1908   | VDLP   |
| 20. (16.) | Niels Neergaard (Primer mandat)          | 12 d'octubre de 1908   | 16 d'agost de 1909     | VDLP   |
| 21. (17.) | Ludvig Holstein-Ledreborg                | 16 d'agost de 1909     | 28 d'octubre de 1909   | VDLP   |
| 22. (18.) | Carl Theodor Zahle (Primer mandat)       | 28 d'octubre de 1909   | 5 de juliol de 1910    | DRV    |
| 23. (19.) | Klaus Berntsen                           | 5 de juliol de 1910    | 21 de juny de 1913     | VDLP   |
| 24. (20.) | Carl Theodor Zahle (Segon mandat)        | 21 de juny de 1913     | 20 d'abril de 1918     | DRV    |

### Ministres d'Estat des de 1918
| No.       | Nom                                  | Inici                  | Fi                     | Partit |
| --------- | ------------------------------------ | ---------------------- | ---------------------- | ------ |
| 25. (1.)  | Carl Theodor Zahle (Tercer mandat)   | 20 d'abril de 1918     | 30 de març de 1920     | DRV    |
| 26. (2.)  | Carl Julius Otto Liebe               | 30 de març de 1920     | 5 d'abril de 1920      | Cap    |
| 27. (3.)  | Michael Pedersen Friis               | 5 d'abril de 1920      | 5 de maig de 1920      | Cap    |
| 28. (4.)  | Niels Neergaard (Segon mandat)       | 5 de maig de 1920      | 23 d'abril de 1924     | VDLP   |
| 29. (5.)  | Thorvald Stauning (Primer mandat)    | 23 d'abril de 1924     | 14 de desembre de 1926 | SDD    |
| 30. (6.)  | Thomas Madsen-Mygdal                 | 14 de desembre de 1926 | 30 d'abril de 1929     | VDLP   |
| 31. (7.)  | Thorvald Stauning (Segon mandat)     | 30 d'abril de 1929     | 3 de maig de 1942†     | SDD    |
| 32. (8.)  | Vilhelm Buhl (Primer mandat)         | 4 de maig de 1942      | 9 de novembre de 1942  | SDD    |
| 33. (9.)  | Erik Scavenius                       | 9 de novembre de 1942  | 29 d'agost de 1943     | Cap    |
| No        | Ocupació nazi govern vacant          | 29 d'agost de 1943     | 5 de maig de 1945      | -      |
| 34. (10.) | Vilhelm Buhl (Segon mandat)          | 5 de maig de 1945      | 7 de novembre de 1945  | SDD    |
| 35. (11.) | Knud Kristensen                      | 7 de novembre de 1945  | 13 de novembre de 1947 | VDLP   |
| 36. (12.) | Hans Hedtoft (Primer mandat)         | 13 de novembre de 1947 | 30 d'octubre de 1950   | SDD    |
| 37. (13.) | Erik Eriksen                         | 30 d'octubre de 1950   | 30 de setembre de 1953 | VDLP   |
| 38. (14.) | Hans Hedtoft (Segon mandat)          | 30 de setembre de 1953 | 29 de gener de 1955†   | SDD    |
| 39. (15.) | Hans Christian Hansen                | 1 de febrer de 1955    | 19 de febrer de 1960†  | SDD    |
| 40. (16.) | Viggo Kampmann                       | 21 de febrer de 1960   | 3 de setembre de 1962  | SDD    |
| 41. (17.) | Jens Otto Krag (Primer mandat)       | 3 de setembre de 1962  | 2 de febrer de 1968    | SDD    |
| 42. (18.) | Hilmar Baunsgaard                    | 2 de febrer de 1968    | 11 d'octubre de 1971   | DRV    |
| 43. (19.) | Jens Otto Krag (Segon mandat)        | 11 d'octubre de 1971   | 5 d'octubre de 1972    | SDD    |
| 44. (20.) | Anker Jørgensen (Primer mandat)      | 5 d'octubre de 1972    | 19 de desembre de 1973 | SDD    |
| 45. (21.) | Poul Hartling                        | 19 de desembre de 1973 | 13 de febrer de 1975   | VDLP   |
| 46. (22.) | Anker Jørgensen (Segon mandat)       | 13 de febrer de 1975   | 10 de setembre de 1982 | SDD    |
| 47. (23.) | Poul Schlüter                        | 10 de setembre de 1982 | 25 de gener de 1993    | KPP    |
| 48. (24.) | Poul Nyrup Rasmussen                 | 25 de gener de 1993    | 27 de novembre de 2001 | SDD    |
| 49. (25.) | Anders Fogh Rasmussen                | 27 de novembre de 2001 | 5 d'abril de 2009      | VDLP   |
| 50. (26.) | Lars Løkke Rasmussen (Primer mandat) | 5 d'abril de 2009      | 3 d'octubre de 2011    | VDLP   |
| 51. (27.) | Helle Thorning-Schmidt               | 3 d'octubre de 2011    | 28 de juny de 2015     | SDD    |
| 52. (28.) | Lars Løkke Rasmussen (Segon mandat)  | 28 de juny de 2015     | 27 de juny de 2019     | VDLP   |
| 53. (29.) | Mette Frederiksen                    | 27 de juny de 2019     | Al càrrec              | SDD    |